# Gross Schijen (Glarner Alpen)
Der Gross Schijen ist ein Berg der Schweiz in den Glarner Alpen.
Der Gross Schijen ist 2785 m ü. M. hoch und liegt nördlich des Oberalptals. Auf dem Gipfel stossen die Gebiete der Gemeinden Göschenen und Andermatt aneinander.

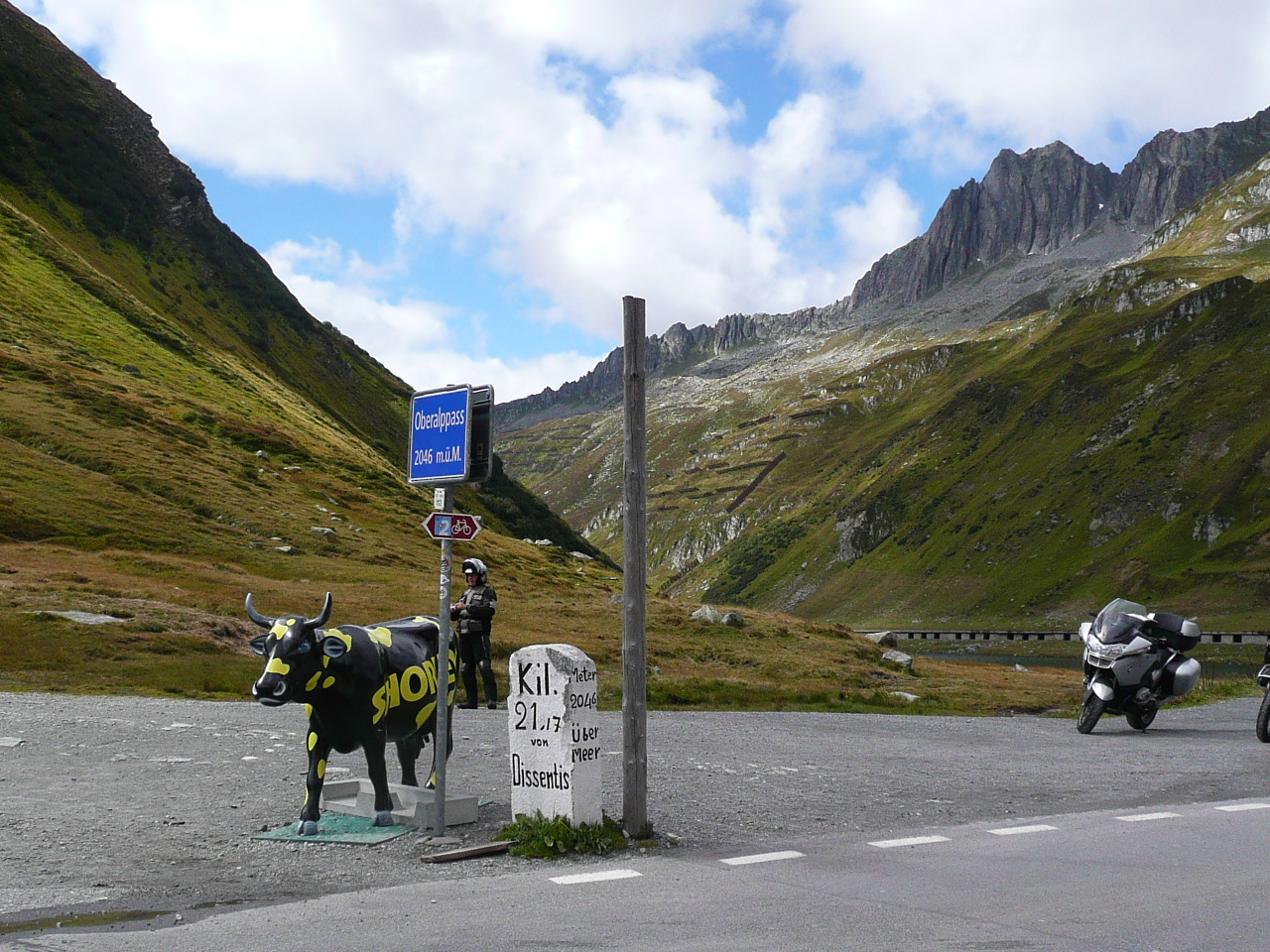
Blick vom Oberalppass zu Chli Schijen (hinter Pfosten) und Gross Schijen

Knapp 900 Meter südwestlich des Gipfels befindet sich am auf beiden Seiten in Felswänden abfallenden Grat der Chli Schijen (2605 m ü. M.). In entgegengesetzter Richtung liegt in etwa ähnlicher Entfernung der Schijenstock (2888 m ü. M.) und nördlich davon der Bächenstock (2943 m ü. M.), dem weiter im Norden der Rienzenstock (2961 m ü. M.) folgt.
Südöstlich des Gipfels liegt der Lutersee, ein kleiner Bergsee auf 2357 m ü. M.